# Présidence slovène du Conseil de l'Union européenne en 2021
Présidence portugaise du Conseil de l'Union européenne en 2021 Présidence française du Conseil de l'Union européenne en 2022
La présidence slovène du Conseil de l'Union européenne en 2021 est la seconde présidence tournante du Conseil de l'UE assurée par la Slovénie. La présidence suivante est assurée par la France à partir du 1er janvier 2022.
La Slovénie a succédé au Portugal au siège de la présidence le 1er juillet 2021.

## Priorités
Plusieurs domaines forment la base des stratégies promues par la présidence slovène autour d'un slogan : « Résilience et reprise de l'Union européenne, une Union stratégiquement autonome » :
- Le renforcement de la résilience de l'Union européenne dans la gestion des situations d'urgence (notamment avec la poursuite du déploiement du plan de relance Next Generation EU) ;
- La construction d'une Union européenne de la santé afin de renforcer son autonomie stratégique avec la création d'une nouvelle autorité européenne d’intervention en cas d’urgence sanitaire – HERA ;
- Le renforcement de la cyber-résilience pour être mieux préparé et être en mesure de répondre de manière coordonnée aux cyberattaques ;
- Le reprise durable dans tous les secteurs de l’économie et de la vie sociale ;
- L'accélération de la transition écologique et numérique, afin d'agir sur la création d'emplois, la résilience des structures de la société et d'assurer un environnement sain.